# تارگومیندا
تارگومیندا (به انگلیسی: Thargomindah) یک شهرک در استرالیا است که در Shire of Bulloo واقع شده‌است.